# Eunoe brunnea
Eunoe brunnea är en ringmaskart som beskrevs av Hartman 1978. Eunoe brunnea ingår i släktet Eunoe och familjen Polynoidae. Inga underarter finns listade i Catalogue of Life.